# Ataques de Agadez e Arlit
Os ataques de Agadez e Arlit foram dois ataques suicidas cometidos pelo Movimento para a Unidade e a Jihad na África Ocidental (MUJAO), auxiliado pelos Signatários pelo Sangue, contra o exército nigerino e o grupo industrial francês Areva em 23 de maio de 2013. O ataque foi batizado pelos jihadistas de Operação Abou Zeid, em referência a Abdelhamid Abou Zeid, chefe da AQMI no Mali, morto pela Força Aérea francesa em 23 de fevereiro de 2013 durante a Batalha de Tigharghâr. Estes foram os primeiros ataques suicidas na história do Níger.
Em 23 de maio de 2013, dois ataques coordenados perpetrados por afiliados a grupos jihadistas visaram duas cidades do Níger, Agadez e Arlit, sendo o primeiro atentado a uma base militar e o outro uma mina de urânio de propriedade francesa. No primeiro ataque à base militar do Níger, no qual participaram oito agressores, 23 soldados e um civil foram confirmados como mortos no dia seguinte. O segundo ataque com dois homens-bomba também provocou a morte de um trabalhador da mina. Mais tarde, o MUJAO assumiu a responsabilidade, dizendo que atacou a França e o Níger por sua cooperação com a França na guerra contra a Sharia (lei islâmica). O MUJAO também prometeu mais ataques em retaliação ao envolvimento do Níger na Guerra do Mali. Relatórios sugerem que o líder islâmico Mokhtar Belmokhtar foi o "mentor" de ambos os ataques, supervisionado por sua brigada, os Signatários pelo Sangue.